# غنيم (اسم)
غنيم هو اسم علم مذكر من أصل عربي، ومعناه هو تصغير للغنيمة.

## شخصيات تحمل الاسم
- غنيم ابن بطاح المطيري (1852 – 1943)
- غنيم الغنيم (ممثل سعودي)

## وصلات خارجية
- موسوعة السلطان قابوس لأسماء العرب نسخة محفوظة 5 أبريل 2019 على موقع واي باك مشين.